# 제1사단 (육상자위대)
제1사단(일본어: 第1師団 다이 이치 시단[*])은 육상자위대의 사단으로, 동부방면대 예하 부대로, 도쿄도 네리마구 네리마 주둔지에 있어서 수도권 방위 및 경비를 담당한다.

## 역사
경찰예비대 당시, "제1관구"(일본어: 第1管区 다이 이치 칸구[*])로 창설되었다.
1954년 10월 9일 제4보통과연대가 배속되었다.
1958년 6월 26일, 제14보통과연대가 제10혼성단으로 넘겨졌다.
1962년 1월 18일, 제1관구에서 제1사단으로 재편성되었다.
1994년 3월, 제1비행대가 창설되었다.
2002년 3월 27일, 차량화보병부대로 재편성되어, 제1특과연대를 대로 축소하고, 제1대전차대를 해체하면서 제1화학방호대를 창설하였다. 그리고 각 보통과연대 중 박격포 중대를 제5보통과중대로 재편성하였다.
2010년 3월 26일 제1화학방호대를 제1특수무기방호대로 개편했다.
2011년 4월 22일, 제31보통과연대가 동부방면혼성단 소속이 되면서 화력을 보충하기 위해 남은 3개 연대에 중 박격포 중대를 재편성하여 6,300명이 되었다.

## 편제
- 사단 사령부 - 네리마 주둔지
- 제1보통과연대 - 네리마 주둔지
- 제32보통과연대 - 오미야 주둔지
- 제34보통과연대 - 이타즈마 주둔지
- 제1전차대대 - 고마카도 주둔지
- 제1정찰대 - 네리마 주둔지
- 제1특과대 - 기타후지 주둔지
- 제1고사특과대대 - 고마카도 주둔지
- 제1비행대 - 다치가와 주둔지
- 제1설비대대 - 아사카 주둔지
- 제1후방지원연대 - 네리마 주둔지
- 제1통신대대 - 네리마 주둔지
- 제1특수무기방호대 - 네리마 주둔지
- 제1음악대 - 네리마 주둔지